# Sesso bendato - In balia dell'assassino
Sesso bendato - In balia dell'assassino (Blindfold: Acts of Obsession) è un film per la televisione di genere thriller erotico del 1994 diretto da Lawrence L. Simeone.
Negli Stati Uniti è stato trasmesso da USA Network.
In Italia uscì al cinema nello stesso anno e poi trasmesso in prima visione sul circuito nazionale 7 Gold il 22 aprile 2006.

## Trama
Una giovane coppia di sposi, Madeline e Mike Dalton, attraversa un periodo difficile per via dell'impotenza sessuale di lui e così lei inizia a frequentare uno psichiatra, il dottor Jennings, che propone di ravvivare la loro vita sessuale partecipando ad alcuni giochi erotici.
Nel frattempo la sorella di Madeline, Chris, lavora come poliziotta e sta indagando sui brutali "omicidi della benda" che stanno sconvolgendo la città: un serial killer, di notte, sceglie come prede giovani e attraenti donne per bendarle, ammanettarle, avere rapporti sessuali con loro ed infine ucciderle con un coltello.
Chris scopre che il dottor Jennings era anche lo psichiatra di un certo Robert, che usava uccidere donne parecchi anni prima con il modus operandi dell'omicida che sta cercando, e che tale Robert, secondo il dottore, si è suicidato buttandosi da sotto un ponte. Il suo corpo però non è mai stato ritrovato.
Chris quindi prova ad interrogare il dottor Jennings su Robert ma per via del segreto professionale non ottiene nulla.
Intanto il matrimonio di Madeline non procede come dovrebbe, Mike rischia di essere licenziato e la loro vita sessuale non ha miglioramenti, se non in alcuni rari momenti.
Una sera Madeline e Mike partecipano ad una festa dove per ravvivare la loro vita sessuale, Mike le propone di fare sesso a tre con un'altra donna, ma mentre lui pare interessato alla terza donna, Madeline urla che non può farlo e scappa subito a casa.
Nel frattempo Chris insegue il dottor Jennings e scopre che spia la finestra di Madeline e quando lo ferma per chiedergli spiegazioni dicendo che sua sorella abita in quella casa, lui le risponde che è interessato a lei perché è il suo psichiatra.
Quella sera una paziente del dottore viene uccisa dal serial killer e questo alimenta in Chris i sospetti che già ha sul medico, e avvisa la sorella di fare molta attenzione a quell'uomo.
Le sorelle però non sono mai andate molto d'accordo per via dei loro differenti caratteri e Madeline non le crede.
Durante una seduta, contenta dell'ultimo rapporto sessuale avuto col marito, Madeline porta delle foto da fare vedere al dottor Jennings che però rifiuta di vedere, consigliandole di allontanarsi dai giochi e di creare atmosfere più naturali.
Mike propone a Madeline un nuovo gioco sessuale, la moglie deve aspettare un suo squillo, bendarsi e ammanettarsi a letto.
Quando durante la seduta successiva Madeline ne parla con il dottor Jennings, lui si rivela subito contrario a quel tipo di gioco, le chiede di interrompere subito e di far venire anche il marito per una seduta.
Mike però non ne vuole sapere di farsi visitare, così Madeline e il dottor Jennings dapprima hanno una discussione anche per via del fatto che lui l'aveva spiata qualche sera prima, e poi si abbandonano alla passione.
Purtroppo però Madeline seguita a non ascoltare i consigli e cosi attende di nuovo lo squillo di Mike per bendarsi e ammanettarsi al letto.
Nel frattempo il poliziotto capo di Chris si reca nello studio del dottor Jennings per arrestarlo, ma questi in realtà ha visto le foto che Madeline aveva scattato e dimenticato nel suo studio e ha scoperto che il marito di Madeline altro non è che Robert.
Nel frattempo però Chris corre a casa di sua sorella convinta di trovarci il dottore e invece assiste ad una scena incredibile: sua sorella bendata, legata e indifesa mentre suo marito la accoltella.
Ne segue una colluttazione in cui Chris perde i sensi, Mike rompe gli occhiali e ci vede molto poco e Madeline bendata e legata con le manette che cerca di scappare da suo marito.
Tutto si risolve grazie al dottor Jennings che, riuscendo a scappare dal poliziotto che non gli credeva, arriva in tempo per salvare Madeline da Mike/Robert, uccidendolo con l'aiuto di Chris.